# Établissement rural d'Oust-Mouny
L'établissement rural d'Oust-Mouny (en russe : Усть-Мунинское сельское поселение, en altaï méridional : Ыныныҥ јурт јеезези) est une entité municipale russe du raïon de Maïma dans la république de l'Altaï. Son centre administratif est le village d'Oust-Mouny, et sa population s'élevait à 717 habitants en 2021.

## Géographie
L'établissement rural se situe dans le raïon de Maïma, un des dix raïons de la république de l'Altaï, en Sibérie. Il est un des six établissements ruraux du raïon de Maïma. Son centre administratif est le village d'Oust-Mouny,.

## Histoire et statut
À l'époque soviétique, l'établissement rural était un conseil de village (selsoviet). Mais en 1995, le conseil de village a été transformé en administration rurale. Le 13 janvier 2005, à la suite de la réforme municipale, l'administration rurale a été transformée en établissement rural.

## Population
Recensements (*) et estimations de la population,:
| 2010* | 2021* | - | - |
| ----- | ----- | - | - |
| 680   | 717   | - | - |

## Localités
L'établissement rural compte 4 localités.
| Nom        | Nom russe   | Statut    | Population Recensement 2021 |
| ---------- | ----------- | --------- | --------------------------- |
| Barangol   | Барангол    | possiolok | 56                          |
| Izvetkovi  | Известковый | possiolok | 44                          |
| Karym      | Карым       | possiolok | 44                          |
| Oust-Mouny | Усть-Муны   | village   | 382                         |